# Урбинский диптих
«Портрет Федериго да Монтефельтро и Баттисты Сфорца» — знаменитый парный  профильный портрет периода раннего итальянского Возрождения работы Пьеро делла Франческа, изображающий урбинского герцога и его жену. Эта картина является произведением, в котором нашла своё высшее выражение эстетика ренессансного профильного портрета.

## Картина
Это произведение — синтез флорентийской и североитальянской традиции портретного искусства середины XV века, обогащенный творческим использованием колористических достижений нидерландской живописи.
Идеально-типизирующее сочетается здесь с жизненностью и конкретностью, жанр придворного портрета получает яркую гуманистическую интерпретацию. Эти профили модели на фоне ландшафта (нерасторжимо связанные с изображениями их героического триумфа на обороте) — стали символом новой эпохи. «Открытие мира и человека» тут выступает через призму ренессансного идеала индивидуальной личности. Гращенков указывает, что «это произведение, и в формальном, и в идейном отношении — самое значительное из всего, что было создано итальянскими портретистами Раннего Возрождения».
Объединив изображения супругов в диптих, художник следовал старому обычаю нидерландских портретистов, наверняка знакомых итальянским (традиция идет от расположения семейных донаторских портретов на створках алтаря). Пьеро также был знаком обычай расписывать оборот портрета, но до него сюжеты таких росписей ограничивались орнаментально-геральдическими мотивами и эмблемами. Соединение профильного портрета с аллегорией и латинской надписью — прямой аналог медальерного искусства.
В портрете ощущается влияние стиля профильных портретов Пизанелло, в том числе и медальерных. Так, например, его медаль «Альфонсо V Арагонский», как и эти портреты, на обороте имеет изображение триумфов. Пейзажный фон ранее использовали нидерландцы, а вслед за ними Филиппо Липпи, но у них он оставался всего лишь деталью композиции, видом через окно. Художник синтезирует медальерный принцип 2-хсторонней композиции с пленэрным изображением пространства (которое он умел создавать в своих фресках и алтарных картинах), и таким образом приходит к художественному решению, которое радикально меняет всю «медальерную» традицию живописного профильного портрета.
В этом диптихе пейзажный фон весьма важен. Человек господствует над природой, портретные образы полностью освобождены от религиозного духа, который присутствует во всех донаторских портретах Пьеро, эта картина — настоящий продукт светской гуманистической культуры. Портретные профили безраздельно господствуют над пейзажным пространством. Головы возвышаются над линией горизонта, и такое сочетание вроде бы противоречит всей природе профильного портрета, который всегда тяготел к плоскости. Но художник не снимает этого противоречия, а извлекает из него новые возможности в интерпретации. Этому во многом способствует новая техника масляной живописи, воспринятая из Нидерландов. Пьеро заменяет декоративный цветной фон пейзажным и таким образом завоевывает «третье измерение», не прибегая к каким-то композиционным ухищрениям. Помещенные в воздушную среду портретные профили из плоского барельефа становятся иллюзорно-округлыми и уподобляются живым. Светотень позволяет моделировать объем. Пейзаж полон подробностей — дорога среди полей, стены и башни города, паруса на озере, далекая гряда пологих холмов. Это местность, видная из окон урбинского дворца.
В настоящий момент створки диптиха расставлены слишком широко, первоначально они могли отделяться лишь узкой перемычкой или даже соприкасаться вплотную, так как пейзажи на обеих сторонах картин, составленные вместе, образуют единую панораму. В картине воплощена идея антропоцентрической гармонии, человек царит над окружающим пространством: государь над своими землями, а homo sapiens — над природой.
Очертания профилей согласованы с пейзажными фонами и ритмически и колористически — каждая линия головы получает свой ритмический «отклик» в очертаниях ландшафта, а цвета фигуры — в красках пейзажа.

### Оборотная сторона
На оборотной стороне диптиха изображены триумфы Федериго и Баттисты. Этот древнеримский обычай стал весьма популярным в Ренессанс, такие театрализованные представления сопровождали всевозможные празднества. В программу входили различные торжественные въезды в город на колесницах и многолюдные шествия с костюмированными людьми (олицетворения языческих богов, полководцев, добродетели). Тема изображения была чрезвычайно популярна — см. Триумфы. Пьеро делла Франческа изобразил Федерико как победоносного полководца в стальных латах и с жезлом в руке на колеснице, запряженной восьмеркой белых коней. Позади него стоит крылатая Слава, которая венчает его лавровым венком, у его ног — 4 Добродетели (Справедливость, Мудрость, Сила, Умеренность), впереди — фигура Амура. Баттиста едет в повозке, запряженной парой единорогов (символ невинности и чистоты), она держит в руках молитвенник, её сопровождают 3 христианские добродетели (Вера, Надежда и Милосердие), тот же смысл имеют 2 фигуры за её спиной. Трактование этих изображений — союз добродетелей, украшающих доблестного мужа и верную жену, связанных узами любви земной и небесной, и сознающих свой высший долг перед людьми и Богом.
Повозки двигаются навстречу друг другу, а внизу начертаны длинные латинские надписи, которые взывают к памяти потомков:
| Тот славен едет в блестящем триумфе, кого, равного высоким князьям, прославляет достойно вечная слава как держащего добродетелей скипетр. | Та, которая в счастье придерживалась правил великого супруга, на устах всех людей, украшенная славой подвигов |

## См.также
- Алтарь Монтефельтро — изображение тем же художником того же герцога в виде донатора перед Мадонной